# Catocala rosea
Catocala rosea là một loài bướm đêm trong họ Erebidae.